# Proceratophrys cristiceps
Proceratophrys cristiceps là một loài ếch thuộc họ Leptodactylidae.
Đây là loài đặc hữu của Brasil.
Môi trường sống tự nhiên của chúng là rừng khô nhiệt đới hoặc cận nhiệt đới, xavan khô, xavan ẩm, và sông có nước theo mùa.
Chúng hiện đang bị đe dọa vì mất môi trường sống.